# Piandisetta
Pian di Setta è una frazione del comune di Grizzana Morandi in Provincia di Bologna.

## Geografia
È situata nel fondovalle del torrente Setta a 270 metri s.l.m., a 5 km dal capoluogo comunale, 21 km da Sasso Marconi, 38 km da Bologna e 57 km da Prato.

È il fulcro della vita civica e commerciale del comune di Grizzana, nonché la frazione più popolata (anche rispetto allo stesso capoluogo) assieme alle Pioppe di Salvaro.

## Storia e aspetto
Il paese si presenta sparso, con agglomerazioni più consistenti presso il Ponte Locatello (sulla S.P. 325), presso il sottopasso ferroviario e presso la Stazione. La sua espansione è prevalentemente novecentesca.

Proprio nelle vicinanze del sottopasso, a pochi metri dall'inizio della salita che conduce al capoluogo Grizzana, è individuabile un insediamento più antico. In questo punto sorge anche la chiesa di Santa Giustina, parrocchia di riferimento per i residenti. Nella stessa area, più a valle, si trovano un parco pubblico e i campi sportivi.

## Servizi e vita cittadina
A Pian di Setta si trova la stazione ferroviaria di Grizzana Morandi, posta sulla linea Bologna-Firenze.
Sono presenti inoltre una scuola materna, un ufficio postale, un centro civico, una farmacia, bar, tabacchi e alimentari.

Santa Giustina
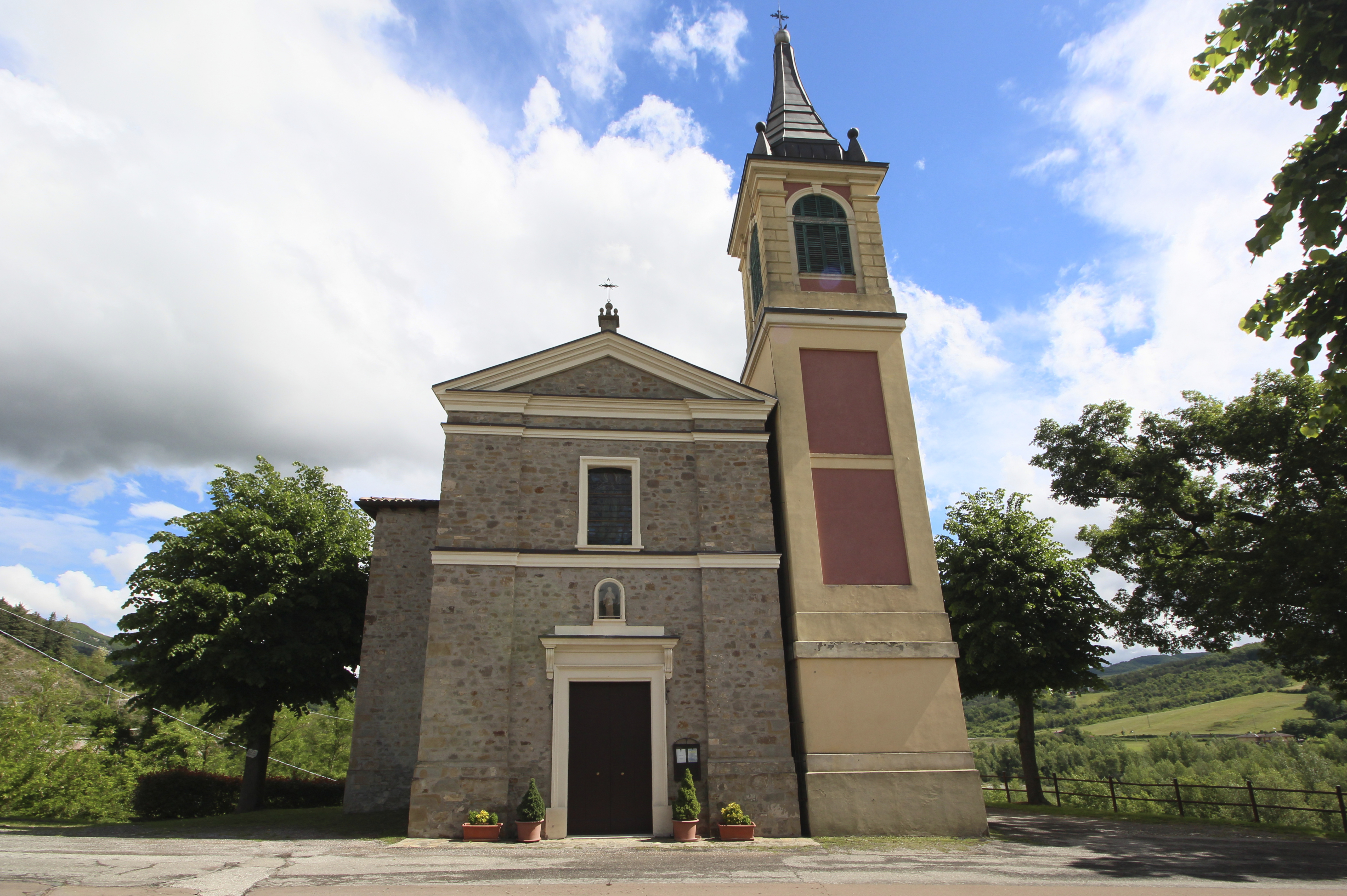
La chiesa di Santa Giustina